# Vôlei Ribeirão
O Vôlei Ribeirão, também conhecido como Pacaembu/Vôlei Ribeirão por razões de patrocínio,  foi um time de voleibol masculino sediado em Ribeirão Preto, São Paulo. Disputou a Superliga Masculina A por três temporadas, a partir da temporada 2018-19

## História
Idealizado pelo campeão olímpico e, até então jogador, Lipe, o Vôlei Ribeirão foi oficialmente apresentado na manhã do dia 12 de maio de 2017, no Palácio Rio Branco, em Ribeirão Preto, visando tornar-se uma referência no voleibol masculino no cenário brasileiro e mundial. A equipe anunciou o Grupo São Francisco como patrocinador em junho e começou a preparar-se no mês subsequente com foco no Campeonato Paulista e na Taça Prata.
A estreia da equipe no Campeonato Paulista ocorreu em agosto de 2017, em São Paulo, frente à equipe do SESI-SP, que, naquele momento, possuía em sua composição o próprio idealizador do projeto ribeirão-pretano, Lipe. Na estreia frente à sua torcida, recebeu o atual campeão paulista Vôlei Taubaté, na Cava do Bosque. Em ambas ocasiões o Vôlei Ribeirão foi superado por 3x0 e 3x1, respectivamente. O mesmo repetiu-se posteriormente contra o Itapetininga, 3x1, tendo conhecido sua primeira vitória jogando em casa contra o Super Vôlei Santo André. Seguiu-se ainda com derrotas contra o São José e o Corinthians, vitória sobre o Atibaia, até ser eliminado da competição com uma derrota para o Campinas.
Buscando a classificação para a segunda divisão da Superliga, o Vôlei Ribeirão precisou de quatro partidas para conquistar o seu primeiro título oficial, a Taça Prata, vencendo o Itapetininga na final. Na fase classificatória da Superliga B de 2018, a equipe obteve cinco vitórias, contra o UPIS Brasília, o Botafogo, o Blumenau e o Uberlândia, e duas derrotas, para o Santo André e o Montecristo. Essa campanha garantiu-lhe a primeira colocação da primeira fase, classificando-o à fase de play-off; nessa fase superou o Uberlândia por 2-0 na série melhor de 3, nas quartas-de-final, e o Botafogo pelo mesmo placar, na fase semi-final. A disputa da final foi contra o já conhecido Itapetininga, derrotando-o por 3x1 diante de sua torcida e conquistando o título da Superliga B.
Na temporada 2018-19 o clube ficou na 10º colocação, garantindo o permanência na serie A, mas não se classificando para a fase dos playoff. Na temporada 2019-20 a equipe terminou também na 10ª colocação, já na temporada 2020-21 terminou na última colocação, com apenas três vitórias em 22 partidas.
Em 2021, após a disputa da Superliga A, foi anunciado o término das atividades do time.

## Títulos
| Nacionais | Nacionais                      | Nacionais | Nacionais  |
|           | Competição                     | Títulos   | Temporadas |
| --------- | ------------------------------ | --------- | ---------- |
| Brasil    | Superliga Brasileira - Série B | 1         | 2018       |
| Brasil    | Taça Prata                     | 1         | 2017       |